# Raiju
Raiju (Japans: 雷獣; raijū: donderdier of donderbeest) is een mythisch wezen uit de Japanse mythologie. Het wezen is de metgezel van Raijin, de shinto-god van bliksem, en handelt namens hem op Aarde. Het karakter van een Raiju is in principe vriendelijk en beschermend en zijn verschijning tijdens een donderstorm wordt beschouwd als een voorteken dat voorspoed en geluk brengt. Het wezen kan echter ook onberekenbaar zijn en gewelddadig worden tijdens donderstormen. De Raiju werd vroeger beschouwd als een verklaring voor het bestaan van bliksem.
De Raiju is al eeuwenlang een populair onderdeel van de Japanse kunst en literatuur. Het wezen komt tegenwoordig ook voor in manga, anime en videogames.

## Beschrijving
Het lichaam van de Raiju bestaat uit bliksem of vuur maar kan ook de vorm aannemen van een breed scala aan dieren, waaronder zoogdieren, vissen en insecten, maar ook als draak of qilin. Tevens komt de Raiju voor in de vorm van een witte en blauwe wolf. Er is dan ook geen eenduidige weergave van dit wezen in de verschillende kunstvormen waarneembaar.
Een andere eigenschap van het wezen is dat het slaapt in de navel van een mens. De god Raijin schiet dan bliksemflitsen naar Raiju om hem te laten ontwaken, maar dit leidt tot letsel bij de betreffende mens. Bijgelovige mensen slapen daarom op hun buik, zodat de Raiju niet in hun navel kan slapen.
Bomen die zijn getroffen door bliksem, kunnen krabsporen vertonen van een Raiju. Ook zou het wezen energie kunnen aftappen van elektrische apparaten.

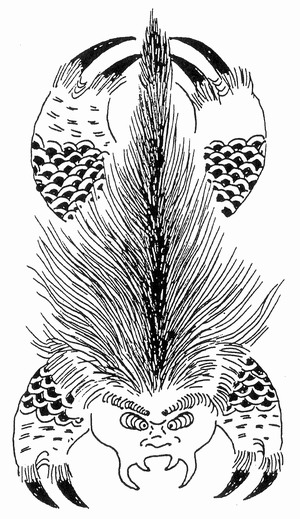
Raiju, circa 1806
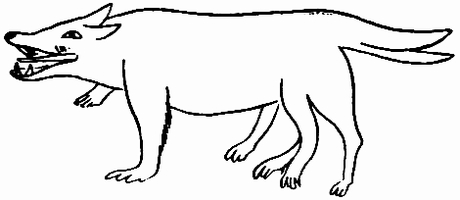
Raiju, circa 1820
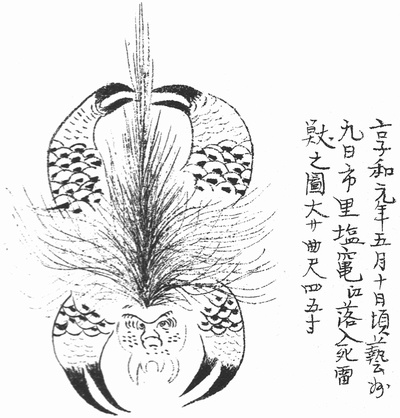
Raiju, circa 1801